# Rivière Chabinoche
La rivière Chabinoche est un affluent du lac Evans, dans Eeyou Istchee Baie-James (municipalité), dans la région administrative du Nord-du-Québec, dans la province canadienne de Québec, au Canada.
La partie Nord de ce bassin versant est desservi par une route forestière venant du Sud. La surface de la rivière est habituellement gelée du début novembre à la mi-mai, toutefois la circulation sécuritaire sur la glace se fait généralement de la mi-novembre à la mi-avril.

## Géographie
Les principaux bassins versants voisins sont :
- côté Nord : lac Evans, rivière Broadback ;
- côté Est : rivière Salamandre, lac Salamandre, lac Quénonisca ;
- côté Sud : rivière Muskiki, lac Soscumica ;
- côté Ouest : rivière Iskaskunikaw, rivière Pauschikushish Ewiwach, rivière Kakaskutatakuch.

La « rivière Chabinoche » prend sa source à l’embouchure du Lac Chabinoche (longueur : 5,2 km ; altitude : 276 m) situé à :
- 31,1 km au Nord du lac Soscumica ;
- 92,6 km au Nord du centre-ville de Matagami.

À partir de l’embouchure du lac Chabinoche, la « rivière Chabinoche » coule sur 33,1 km selon les segments suivants :
- 23,4 km vers le Nord en formant une grande courbe vers l’Est, jusqu’à rive Sud du lac Ouagama ;
- 5,7 km vers le Nord en traversant le lac Ouagama (longueur : 6,3 km ; altitude : 259 m) ;
- 4,0 km vers le Nord, jusqu’à l’embouchure de la rivière[2].

La « rivière Chabinoche » se déverse au fond de la Baie du Sud-Ouest sur la rive Sud-Ouest du lac Evans lequel est traversé par la rivière Broadback. Cette confluence est située à :
- 12,5 km à l’Est du lac Dana (Eeyou Istchee Baie-James) ;
- 45 km au Nord du lac Soscumica ;
- 42,8 km au Sud de l’embouchure du lac Evans ;
- 110 km au Nord du centre-ville de Matagami.

## Toponymie
Le toponyme « rivière Chabinoche » a été officialisé le 5 décembre 1968 à la Commission de toponymie du Québec, soit à la création de cette commission